# Tonico Pereira
Antônio Carlos de Sousa "Tonico" Pereira (Campos dos Goytacazes, 22 de junho de 1948), é um ator, humorista, empresário e escritor brasileiro. Conhecido pela variedade de papéis cômicos, consagrou-se na televisão, teatro e cinema, possuindo mais de 80 produções cinematográficas em seu currículo.
Suas primeiras experiências como ator foram no Grupo Laboratório de Teatro, da Universidade Federal Fluminense (UFF), em 1968. A partir da década de 1970, estreou na televisão, tendo atuado em mais de 50 produções diferentes da Rede Globo,  popularizando-se como o caipira Zé Carneiro no seriado infantil Sítio do Picapau Amarelo (1977–1986) e como o mulherengo Mendonça na série A Grande Família (2002–2014), além de minisséries como Decamerão: A Comédia do Sexo (2009) e Amorteamo (2015), e em telenovelas como O Sexo dos Anjos (1989), Porto dos Milagres (2001), A Regra do Jogo (2015–16) e A Força do Querer (2017).
Simultaneamente, iniciou uma carreira proeminente no cinema, tornando-se um dos artistas que mais fez filmes no Brasil, ficando atrás somente de Wilson Grey; destacando-se em produções como República dos Assassinos (1979), Memórias do Cárcere (1984), O Cego que Gritava Luz (1996), O Primeiro Dia (1998), Caramuru - A Invenção do Brasil (2001), O Coronel e o Lobisomem (2005), Saneamento Básico, o Filme (2007), O Bem-Amado (2010), Assalto ao Banco Central (2011) e Nas Ondas da Fé (2023).
Pereira também é conhecido pelos diversos empreendimentos que já administrou, entre eles o TPM Brechó e um bar, ambos localizados no bairro de Botafogo.

## Biografia

### Primeiros anos
Tonico Pereira nasceu na cidade de Campos dos Goytacazes, no interior fluminense, em 22 de junho de 1948, filho do comerciante Hernandes Gama Pereira e da funcionária pública Maria José de Souza, numa família com cinco irmãos; segundo ele, Joãozinho, que possuía Síndrome de Down, era o irmão com quem mais tinha afinidade.
Durante a infância um dos seus passatempos preferidos era frequentar a sapataria do avô, com quem conversava durante horas. Aos oito anos já fumava cigarros com o consentimento da mãe, numa época em que segundo ele "não havia essa cultura nova 
quanto ao cigarro". Nessa mesma época, começou a ter uma série de trabalhos para bancar suas próprias coisas, como faxinar casa dos vizinhos, vender suspiros feitos por sua bisavó Dindinha e como entregador de leite.
Seu primeiro contato com o teatro foi ainda criança, quando foi escolhido para fazer uma peça na escola: “Estudei num colégio religioso misto, e o Colégio Nossa Senhora Auxiliadora, que era um colégio apenas feminino, queria montar a vida de Cristo. Aí foi nos teatros eucarísticos...Isso eu tinha oito, nove anos; é uma idade muito marcante para mim”. Pereira também disse que os gibis, o circo e as trovas que assistia influenciaram seu interesse pelas artes.
Tonico chegou a jogar futebol juvenil no Goytacaz Futebol Clube. E foi devido ao futebol que ele abandonou uma vida instável em Campos para ir morar com os tios no Rio de Janeiro, com uma oportunidade para jogar no time do América; no entanto, mentiu para os pais alegando que ia cursar Economia na capital. Ele conseguiu ser chamado para fazer um teste, mas no dia marcado, não compareceu. A carreira de jogador não emplacou, mas Tonico decidiu permanecer no Rio, tendo novamente uma série de empregos como vendedor em loja de eletrodomésticos e no Banco do Estado do Rio de Janeiro, até iniciar de fato sua vida artística.

## Carreira

### 1968—77: Início no teatro, estreia na Globo e primeiros papéis no cinema
Em 1968, Tonico foi visitar sua prima Suely, que cursava Letras na Universidade Federal Fluminense (UFF), quando foi convidado para integrar o Laboratório de Teatro da UFF; porém, como Tonico não era aluno da instituição, o consenso decidiu alterar o nome para Grupo Laboratório da UFF "Integrado à Comunidade". Com o grupo, ele ganhou seu primeiro prêmio, o Governador do Estado, como 'melhor ator coadjuvante' pela peça O Futuro está nos Ovos, dirigida por José Carlos Gondim.
Depois dessa primeira experiência com o teatro acadêmico, Tonico preferiu buscar um teatro mais popular, gênero com o qual tinha mais identificação. Entrou para o Chegança, um grupo teatral que saiu de Pernambuco para o Rio de Janeiro durante o período da ditadura militar. Nesse grupo, ele conheceu Luiz Mendonça, Ilva Niño, Elba Ramalho, José Wilker, Tânia Alves, entre outros artistas.
Em 1974, foi convidado para ingressar na televisão, indo trabalhar na Rede Globo, onde atuou na novela O Espigão como o bandido "Bambolê". No mesmo ano, faz sua estreia no cinema com o filme O Amuleto de Ogum, dirigido por Nelson Pereira dos Santos. Posteriormente, foi convidado por Walter Avancini para atuar na novela Gabriela, como "Chico Moleza", funcionário do bar Vesúvio e filho de dona Arminda (Thelma Reston).

### 1977—90:Sítio do Picapau Amarelo, reconhecimento e sucesso
Em 1977, Tonico foi indicado pelo amigo Jorge Barcellos para participar do Sítio do Pica-Pau Amarelo como o personagem Zé Carneiro, que inicialmente seria interpretado por André Valli e participaria de poucos episódios. O caipira atrapalhado e de fala enrolada se popularizou entre as crianças e o tornou reconhecido em todo país, fazendo Tonico permanecer no programa por seis anos, até meados de 1983, quando deixou o programa por desavenças com o diretor Roberto Vignati.
Ao mesmo tempo, Tonico permanecia com uma carreira prolífica no cinema; em 1979 atua no filme República dos Assassinos, onde protagonizou o primeiro beijo homossexual do cinema nacional ao lado de Anselmo Vasconcelos. Atuou também em produções como Memórias do Cárcere (1984), O Rei do Rio (1985), O Homem da Capa Preta (1986), Ele, o Boto (1987) e Dedé Mamata (1988).
Em 1987, atuou como "Nininho Americano", sócio mau-caráter do protagonista "Denizard" (Francisco Cuoco) em uma oficina mecânica, na novela O Outro. Em 1989, interpretou "Aranha", um detetive atrapalhado na novela O Sexo dos Anjos.

### 1990—99: Instabilidades financeiras, retorno ao estrelato e destaque no cinema
Durante a década de 1990, Pereira passou por algumas mudanças e instabilidades em sua carreira na televisão. Após quase vinte anos, deixou a Globo para atuar na novela Amazônia, da Rede Manchete. Em 1992, volta a Globo, atuando na novela De Corpo e Alma, como "Vado", e formando um par emocionante ao lado de Neusa Borges, no papel de pais que tiveram os filhos trocados na maternidade e criaram o filho de "Caíque" (José Mayer) e "Bia" (Maria Zilda Bethlem). No ano seguinte volta ao horário das 21h como "Chico da Tirana" em Fera Ferida; seu personagem acaba assassinado, mas continua aparecendo na trama como um fantasma.
Simultaneamente, Pereira continua sendo figurinha carimbada nas mais variadas produções do cinema nacional, como Corpo em Delito (1990), Menino Maluquinho - O Filme (1995), Guerra dos Canudos (1997), Policarpo Quaresma, Herói do Brasil (1998) e O Primeiro Dia (1998). Em 1995, protagonizou seu primeiro filme, O Cego que Gritava Luz, após quase três décadas vivendo personagens coadjuvantes, pelo qual ganhou o prêmio de 'melhor ator' no Festival de Brasília.
Em 1997, voltou a se destacar no horário das 21h vivendo o ingênuo "Oscar", que de tão apaixonado, sequer suspeitava das traições de sua mulher, a fogosa "Magnólia" (Elizângela). Pereira ainda atuou em novelas como Andando nas Nuvens e O Amor Está no Ar vivendo tipos semelhantes: capanga dos vilões.

### 2000—14:A Grande Família, mais filmes e consagração
Em 2001 voltou ao horário das 21h como o pescador "Chico", tio do mocinho "Guma" (Marcos Palmeira) e marido de "Rita" (Joana Fomm) na novela Porto dos Milagres.
A partir de 2002, começou a integrar o elenco da série A Grande Família como o mulherengo e farrista Mendonça, chefe e melhor amigo do protagonista Lineu Silva (Marco Nanini), além de ex-marido de Marilda (Andréa Beltrão), papel que que se popularizou entre os fãs da série, fazendo-o permanecer até o fim do programa, em 2014.
Ao mesmo tempo, Pereira continuou atuando em séries e programas da Globo, tais como as séries Carga Pesada, Carandiru, Outras Histórias e Decamerão: A Comédia do Sexo.
No cinema, permaneceu sendo sendo presença constante nas mais variadas produções, como Caramuru - A Invenção do Brasil (2001), Um Show de Verão (2004), O Coronel e o Lobisomem (2005), Saneamento Básico, o Filme (2007) e em A Grande Família - O Filme (2007).
Em 2010 foi lançada a sua biografia "Tonico Pereira - Um Ator Improvável", na Coleção Aplauso, da Imprensa Oficial do Estado de São Paulo. Foi também homenageado com a Medalha Pedro Ernesto, a mais importante comenda da cidade do Rio de Janeiro, dada pelo então vereador Stepan Nercessian.
Tonico também interpretou papéis cômicos no teatro, como o Harpagão de Molière e o Bobo Feste de Shakespeare. Nos palcos, Tonico Pereira transitava da comicidade popular à tragicidade patética.

### 2015—21: Retorno às novelas, novos rumos
Em 2015, voltou a viver Mendonça em uma participação na série Chapa Quente. Em 2015, retorna ao horário das 21h, após 15 anos, vivendo o picareta "Ascânio", apelidado de "Velho" na novela A Regra do Jogo, atuando ao lado dos protagonistas "Romero" (Alexandre Nero) e "Atena" (Giovanna Antonelli), sendo considerado um dos grandes destaques da produção. No mesmo ano se destacou na série Amorteamo como Zé Coveiro, que protagonizou uma webssérie própria, o Causos do Zé Coveiro, produzida pelo Gshow.
Em 2017, interpretou o turrão "Abel" na novela A Força do Querer, retomando uma parceria com Glória Perez, com quem trabalhou em De Corpo e Alma. Na trama, se destacou ao lado da inimiga "Edinalva" (Zezé Polessa), com quem vivia às turras. Pelo papel, Pereira foi indicado ao Melhores do Ano.
Mesmo com uma sólida carreira como ator, Tonico Pereira já ingressou no comércio. Ele já foi dono de bar, de uma peixaria, proprietário de uma agência de carros, além de uma loja que estampa camisetas e canecas com frases de sua autoria. Atualmente, Tonico é dono do brechó TPM Brechó.

## Vida pessoal
Tonico é conhecido por sua extrema irreverência e sinceridade. Em entrevistas, faz questão de dizer que, embora seja considerado um dos atores mais longínquos do país, o trabalho nunca o deixou rico. Para se manter e sustentar a família, Pereira já foi proprietário de um bar, de uma peixaria, de uma agência de automóveis e de uma loja de camisetas personalizadas com frases de sua autoria. Apesar disso, ele afirma que já faliu oito vezes: "Não é que os meus empreendimentos não tenham dado certo. O problema é que eu sempre fui traído pelas pessoas. Mas tudo bem. Isso me ensinou a superar as adversidades. Espero que eu não seja traído desta vez". Em 2024, fechou seu brechó, o TPM, para abrir um bar com temática paraense. Pereira também já foi colecionador de carros antigos.
Tonico é torcedor fanático do Goytacaz Futebol Clube; e já declarou-se abertamente ateu. Politicamente, identifica-se com a esquerda.

### Relacionamentos
Pereira foi casado com a professora de latim Eliana Regina Campos de Sousa Pereira, a quem conheceu na época que fez curso pré-vestibular para Letras, e com quem teve duas filhas: Daniela e Thaia.
Na década de 1990, Tonico teve um breve romance com a bailarina e coreógrafa Marina Salomão, a quem reencontrou na década de 2000 e com quem se casou em 2004, tendo mais dois filhos, os gêmeos Antônio Nicolau e Nina Sofia.
Já relatou ter tido em sua juventude romances com as atrizes Tânia Alves e Priscila Camargo, colegas com quem trabalhou no teatro.

### Saúde
Fumante desde os oito anos de idade, Tonico sofre de pneumonia e já foi internado diversas vezes por conta disso. Em 2018, foi afastado das gravações da novela A Dona do Pedaço para tratar o problema; em 2024 foi novamente internado, sendo afastado das gravações da novela Volta por Cima por conta disso.
Pereira também sofre de diabetes e trombose Em sua autobiografia, Tonico revelou que precisou realizar uma cirurgia para as hemorroidas após o término da novela O Sexo dos Anjos, o que foi possível graças ao plano de saúde fornecido pela Globo.
"Essa operação foi 
razoavelmente bem-sucedida, mas o melhor dela é que namorei a anestesista. Acho que é meio incomum você conseguir namorar a anestesista de sua operação de hemorroidas. Penso que poucas pessoas tiveram esse privilégio no mundo.— Tonico para sua autobiografia Tonico Pereira - Um Ator Improvável, Uma Autobiografia não Autorizada, lançada em 2010

## Filmografia

### Televisão
| Ano     | Título                                   | Papel                           | Nota                                                    |
| ------- | ---------------------------------------- | ------------------------------- | ------------------------------------------------------- |
| 1974    | O Espigão                                | Bambolê                         | Episódio: "31 de outubro"                               |
| 1975    | O Grito                                  | Corrêa                          |                                                         |
| 1975    | Gabriela                                 | Chico Moleza                    |                                                         |
| 1977–83 | Sítio do Picapau Amarelo                 | Zé Carneiro                     |                                                         |
| 1978    | O Pulo do Gato                           | Fotógrafo de Bubby              | Participação especial                                   |
| 1982–86 | Chico Anysio Show                        | Vários personagens              |                                                         |
| 1983    | Mário Fofoca                             | Sequestrador                    | Episódio: "Detetive pra Cachorro"                       |
| 1983    | Caso Verdade                             | Vicente                         | Episódio: "Os Filhos de Maria"                          |
| 1983    | Quarta Nobre                             | Assaltante                      | Episódio: "Esquadrão da Vida"                           |
| 1983    | Caso Verdade                             | Loyola                          | Episódio: "O Encontro de Tia Policarpa com Seu Destino" |
| 1984    | Os Trapalhões                            | Vários personagens              |                                                         |
| 1985    | O Tempo e o Vento                        | José Lírio (Liroca)             |                                                         |
| 1985    | Roque Santeiro                           | Antônio das Tintas              | Participação especial                                   |
| 1986    | Anos Dourados                            | Ronaldo                         |                                                         |
| 1986    | Tele Tema                                | Clemir                          |                                                         |
| 1987    | O Outro                                  | Nininho Americano               |                                                         |
| 1988    | O Primo Basílio                          | Mendonça                        | Participação especial                                   |
| 1988    | Bebê a Bordo                             | Walter                          | Participação especial                                   |
| 1989    | Que Rei Sou Eu?                          | Guarda do palácio               | Participação especial                                   |
| 1989    | O Sexo dos Anjos                         | Detetive João Aranha (Aranha)   |                                                         |
| 1990    | Rosa dos Rumos                           | Martim                          |                                                         |
| 1991    | Meu Marido                               | Dr. Jarbas                      |                                                         |
| 1991    | Amazônia                                 | Gaspar                          |                                                         |
| 1992    | De Corpo e Alma                          | Osvaldo Santos (Vado)           |                                                         |
| 1992    | Você Decide                              | Adolfo                          | Episódio: "A Copa do Mundo é Nossa"                     |
| 1993    | Fera Ferida                              | Chico da Tirana                 |                                                         |
| 1994    | Pátria Minha                             | Delegado Cardoso                | Participação especial                                   |
| 1995    | História de Amor                         | Mecânico                        | Participação especial                                   |
| 1995    | Deu a Louca na Fantasia                  | Malvadeza                       | Especial de fim de ano                                  |
| 1995    | Engraçadinha: Seus Amores e Seus Pecados | Xavier                          |                                                         |
| 1996    | O Fim do Mundo                           | Chico Veloso                    |                                                         |
| 1996    | A Vida Como Ela é...                     | Padeiro                         | Episódio: "Covardia"                                    |
| 1996    | Sai de Baixo                             | Padre Tunico                    | Episódio: "O Céu Pode Espernear"                        |
| 1996    | Caça Talentos                            | Demolidor                       | Participação especial                                   |
| 1997    | Por Amor                                 | Oscar Lima                      |                                                         |
| 1997    | O Amor Está no Ar                        | Francisco (Chicão)              |                                                         |
| 1998    | Você Decide                              | Valdemar                        | Episódio: "O Doce Sabor do Sucesso"                     |
| 1999    | Luna Caliente                            | Bráulio Tennenbaum              |                                                         |
| 1999    | Andando nas Nuvens                       | Torquato                        |                                                         |
| 2000    | Brava Gente                              | Alberico de Campusano           | Episódio: "O Casamento Enganoso"                        |
| 2000    | TV Ano 50                                | Zé Carneiro                     | Documentário                                            |
| 2000    | Zorra Total                              | Lago                            | Participação; Quadro: "Ofélia & Fernandinho"            |
| 2001    | Porto dos Milagres                       | Francisco Vieira (Chico)        |                                                         |
| 2002    | Pastores da Noite                        | Jesuíno                         |                                                         |
| 2002    | Desejos de Mulher                        | Kléber                          |                                                         |
| 2002–14 | A Grande Família                         | José Carlos Mendonça (Mendonça) |                                                         |
| 2003    | A Casa das Sete Mulheres                 | Padre Roberto                   |                                                         |
| 2004    | Carga Pesada                             | Adelmo                          | Episódio: "Direção Perigosa"                            |
| 2005    | Carandiru, Outras Histórias              | Aparecido                       |                                                         |
| 2007    | Amazônia, de Galvez a Chico Mendes       | Genivaldo                       |                                                         |
| 2009    | Decamerão: A Comédia do Sexo             | Velho Spinellochio              |                                                         |
| 2013    | Vai que Cola                             | Sebastião                       | Episódio: "O Padrinho"                                  |
| 2014    | Malhação Sonhos                          | Santiago                        | Episódios: "13 de outubro–6 de novembro"                |
| 2015    | A Regra do Jogo                          | Ascânio Trindade (Velho)        |                                                         |
| 2015    | Amorteamo                                | Zé Coveiro                      |                                                         |
| 2015    | Chapa Quente                             | Mendonça                        | Episódio: "9 de abril"                                  |
| 2016    | Segredos de Justiça                      | Seu Arlindo da Conceição        | Episódio: "Papai Noel não Existe"                       |
| 2017    | A Força do Querer                        | Abel Simplício do Carmo         |                                                         |
| 2018    | Escolinha do Professor Raimundo          | Seu Boneca                      | Episódio: "16 de dezembro"                              |
| 2019    | A Dona do Pedaço                         | Francisco Ferreira (Chico)      |                                                         |
| 2019    | Cine Holliúdy                            | Comprador                       | Episódio: "23 de julho"                                 |
| 2019–20 | Stella Models                            | Dr. Arruda                      |                                                         |
| 2020    | Diário de Um Confinado                   | Tio Moacir                      | Episódio: "Desconfinado"                                |
| 2021    | Um Lugar ao Sol                          | Prof. Romero                    | Episódio: "8 de novembro" Episódio: "23 de novembro"    |
| 2023    | Amor Perfeito                            | Frei Leão                       |                                                         |
| 2023    | Compro Likes                             | Antônio Sampayo                 |                                                         |
| 2024–25 | Volta por Cima                           | Antônio Moreira (Seu Moreira)   |                                                         |
| 2025    | Encantado's                              | Castorzinho                     | Episódio: "O Jogo do Bichinho"                          |

### Internet
| Ano  | Título                                  | Papel      | Nota     |
| ---- | --------------------------------------- | ---------- | -------- |
| 2015 | Amorteamo: Causos do Zé Coveiro (Gshow) | Zé Coveiro | Spin-off |
| 2020 | Fora de Expediente - a websérie         | Pimentão   |          |

## Prêmios e honrarias
"Não acredito em prêmio. Nem quando eu ganho"— Tonico para sua autobiografia Tonico Pereira - Um Ator Improvável, Uma Autobiografia não Autorizada, lançada em 2010
| Ano  | Prêmio                                           | Categoria                                   | Trabalho                           | Resultado | Ref.                 |
| ---- | ------------------------------------------------ | ------------------------------------------- | ---------------------------------- | --------- | -------------------- |
| 1969 | Prêmio Governador do Estado                      | Melhor Ator Coadjuvante                     | Prometeu Acorrentado               | Venceu    | [ 55 ] [ 56 ] [ 57 ] |
| 1980 | Prêmio Oscar Gay de Teatro                       | Melhor Ator                                 | Afinal uma Mulher de Negócios      | Venceu    | [ 55 ] [ 56 ] [ 57 ] |
| 1996 | Festival de Brasília                             | Melhor Ator                                 | O Cego que Gritava Luz             | Venceu    | [ 55 ] [ 56 ] [ 57 ] |
| 1996 | Prêmio da Câmara Legislativa do Distrito Federal | Melhor Ator                                 | O Cego que Gritava Luz             | Venceu    | [ 55 ] [ 56 ] [ 57 ] |
| 1996 | Festival de Cinema Sesc                          | Melhor Ator                                 | O Cego que Gritava Luz             | Venceu    | [ 55 ] [ 56 ] [ 57 ] |
| 2000 | Prêmio Cultura Inglesa de Teatro                 | Melhor Ator                                 | O Avarento                         | Venceu    | [ 55 ] [ 56 ] [ 57 ] |
| 2001 | Prêmio Qualidade Brasil                          | Melhor Ator de Drama                        | Beijo no Asfalto                   | Venceu    | [ 55 ] [ 56 ] [ 57 ] |
| 2005 | Prêmio Qualidade Brasil                          | Melhor Ator Coadjuvante                     | O Coronel e o Lobisomem            | Indicado  | [ 55 ] [ 56 ] [ 57 ] |
| 2006 | Prêmio Contigo! do Cinema Nacional               | Melhor Ator Coadjuvante                     | O Coronel e o Lobisomem            | Indicado  | [ 55 ] [ 56 ] [ 57 ] |
| 2009 | Prêmio Qualidade Brasil                          | Melhor Ator Coadjuvante Série ou Minissérie | Decamerão                          | Indicado  | [ 58 ]               |
| 2012 | Prêmio APTR de Teatro                            | Melhor Ator Coadjuvante                     | A Volta ao Lar/O Homem Travesseiro | Venceu    | [ 59 ]               |
| 2012 | Grande Prêmio do Cinema Brasileiro               | Melhor Ator Coadjuvante                     | Assalto ao Banco Central           | Indicado  | [ 57 ]               |
| 2015 | Melhores do Ano                                  | Melhor Ator Coadjuvante                     | A Regra do Jogo                    | Indicado  | [ 57 ]               |
| 2015 | Prêmio Extra de Televisão                        | Melhor Ator Coadjuvante                     | A Regra do Jogo                    | Indicado  | [ 61 ]               |
| 2015 | Prêmio Quem de Televisão                         | Melhor Ator                                 | A Regra do Jogo                    | Indicado  | [ 62 ]               |
| 2017 | Melhores do Ano                                  | Personagem do Ano                           | A Força do Querer                  | Indicado  |                      |
| 2017 | Troféu APCA                                      | Melhor Ator                                 | A Força do Querer                  | Indicado  |                      |
| 2018 | Festival Cine PE                                 | Melhor Ator Coadjuvante                     | Os Príncipes                       | Venceu    | [ 63 ]               |
| 2018 | Festival Santa Cruz de Cinema                    | Melhor Ator                                 | O Vestido de Myriam                | Venceu    | [ 64 ]               |

### Enquetes digitais
| Ano  | Prêmio                      | Categoria               | Trabalho          | Resultado | Ref.   |
| ---- | --------------------------- | ----------------------- | ----------------- | --------- | ------ |
| 2017 | Prêmio Contigo! Online 2017 | Melhor Ator Coadjuvante | A Força do Querer | Indicado  | [ 65 ] |

### Homenagens
- Nascido em Campos dos Goytacazes, o ator Tonico Pereira já foi homenageado pela imprensa local através do jornal Folha da Manhã, em 2001. Ele foi a segunda personalidade premiada com o Troféu Folha Seca, que desde 2000 homenageia campistas com destaques em suas áreas de atuação. A cerimônia de premiação contou com show do cantor e compositor Dominguinhos.[66]
- O cantor Alceu Valença revelou ter escrito a música "Bobo da Corte" em homenagem a ele.[6]